# Аду, Энох
Энох Кофи Аду (англ. Enoch Kofi Adu; род. 14 сентября 1990, Кумаси) — ганский футболист, полузащитник финского «ЕИФ». Выступал за сборную Ганы.

## Клубная карьера
Воспитанник ганского клуба «Либерти Профешионалс» из Дансомана, пригорода Аккры, который стал в дальнейшим первым клубом в его профессиональной карьере. В 2008 году перешёл во французскую «Ниццу», подписав контракт до 2011 года. За основной состав французского клуба не сыграл ни одной игры, выступая за вторую команду. В марте 2010 года ездил на просмотр в шведский ГАИС, но команде не подошёл.
В июле 2010 год подписал трёхлетнее соглашение с датским «Норшелланном». Дебютировал в чемпионате Дании 1 августа в игре с «Раннерсом». Аду вышел в стартовом составе и провёл все 90 минут на поле. Ганец принимал участие в большинстве матчей своей команды, благодаря чему смог помочь «Норшелланну» впервые в истории клуба стать чемпионом Дании. В общей сложности за 2,5 сезона Энох провёл 95 матчей в различных турнирах.
В январе 2013 года перебрался в бельгийский «Брюгге», подписав контракт на три с половиной года. По оценке интернет-портала Transfermarkt сумма сделки составила 2 миллиона евро. Первую игру в бельгийской лиге провёл 27 января против «Гента», выйдя в стартовом составе. Первый сезон он регулярно играл в основе, но в следующем начал всё реже попадать в состав, в результате чего был вынужден уйти в аренду в норвежский «Стабек».
Дебют в чемпионате Норвегии для Аду произошёл 30 марта 2014 года в матче с «Согндалом». Главный тренер команды американец Боб Брэдли выпустил полузащитника в стартовом составе, и тот провёл на поле все 90 минут. 11 мая в игре с «Сарпсборгом» забил свой первый гол в карьере, на 43-й минуте реализовав пенальти. До окончания аренды Энох успел принять участие в 16 играх «Стабека».
8 июля 2014 года было объявлено о сделке по переходу Эноха Аду из «Брюгге» в стан лидера шведского чемпионата «Мальмё». Полузащитник подписал соглашение на 3,5 года. Дебют 23-летнего ганца состоялся 26 июля в поединке с «Кальмаром», который его команда выиграла со счётом 3:1. По итогам сезона «Мальмё» стал чемпионом Швеции. За время своего пребывания в составе «небесно-голубых» Аду провёл 86 игр, дважды становился чемпионом страны и дважды участвовал в Лиге чемпионов.
В январе 2017 года подписал контракт с турецким «Акхисар Беледиеспор», за который сыграл первый матча 28 января с «Галатасараем». Аду вышел в стартовом составе, на 44-й минуте получил жёлтую карточку, а в перерыве при счёте 0:4 был заменён на Айкута Чевыкера. В турецкой Суперлиге провёл всего 3 игры, а в сентябре расторг контракт с клубом по обоюдному согласию.
25 октября 2017 года вернулся в Швецию, подписав контракт с АИК до конца 2020 года. Первый матч в чёрно-жёлтой футболке провёл в Аллсвенскане против новичка — «Далькурда». Энох вышел в стартовом составе и на 82-й минуте заработал жёлтую карточку. По итогам сезона АИК занял первое место в турнирной таблице, и Аду стал трёхкратным чемпионом Швеции.

## Карьера в сборной
В 2017 году в составе юношеской сборной Ганы принимал участие чемпионате мира в Южной Корее. Аду принял на турнире участие в 6 матчах своей команды, в том числе и в матче за третье место со сборной Германии, завершившемся со счётом 2:1 в пользу немцев.
В 2016 году главный тренер национальной сборной Аврам Грант вызвал Аду на отборочный матч к чемпионату мира с Угандой, но на поле полузащитник так и не появился. Впервые же появился на поле в майке сборной 11 октября в товарищеской игре с Южной Африкой, завершившейся вничью 1:1. Аду на 70-й минуте вышел вместо Маджида Уориса.

## Достижения
Норшелланн
- Чемпион Дании: 2011/12
- Обладатель кубка Дании: 2010/11

Мальмё
- Чемпион Швеции: 2014, 2016
- Обладатель кубка Швеции: 2015/16
- Обладатель суперкубка Швеции: 2014

АИК
- Чемпион Швеции: 2018

## Статистика выступлений

### Клубная статистика
| Выступление         | Выступление      | Выступление      | Лига | Лига | Кубки | Кубки | Конт.кубки | Конт.кубки | Итого | Итого |
| Клуб                | Лига             | Сезон            | Игры | Голы | Игры  | Голы  | Игры       | Голы       | Игры  | Голы  |
| ------------------- | ---------------- | ---------------- | ---- | ---- | ----- | ----- | ---------- | ---------- | ----- | ----- |
| Норшелланн          | Суперлига        | 2010/11          | 29   | 0    | 5     | 0     | 2          | 0          | 36    | 0     |
| Норшелланн          | Суперлига        | 2011/12          | 32   | 0    | 2     | 0     | 1          | 0          | 35    | 0     |
| Норшелланн          | Суперлига        | 2012/13          | 18   | 0    | 0     | 0     | 6          | 0          | 24    | 0     |
| Норшелланн          | Итого            | Итого            | 79   | 0    | 7     | 0     | 9          | 0          | 95    | 0     |
| Брюгге              | Лига Жюпиле      | 2012/13          | 11   | 0    | 0     | 0     | 6          | 0          | 17    | 0     |
| Брюгге              | Лига Жюпиле      | 2013/14          | 7    | 0    | 0     | 0     | 0          | 0          | 7     | 0     |
| Брюгге              | Итого            | Итого            | 18   | 0    | 0     | 0     | 0          | 0          | 18    | 0     |
| → Стабек            | Типпелига        | 2014             | 16   | 1    | 2     | 2     | —          | —          | 18    | 3     |
| → Стабек            | Итого            | Итого            | 16   | 1    | 2     | 2     | 0          | 0          | 18    | 3     |
| Мальмё              | Аллсвенскан      | 2014             | 15   | 0    | 1     | 1     | 10         | 0          | 26    | 1     |
| Мальмё              | Аллсвенскан      | 2015             | 27   | 2    | 5     | 0     | 10         | 0          | 42    | 2     |
| Мальмё              | Аллсвенскан      | 2016             | 18   | 1    | 0     | 0     | 0          | 0          | 18    | 1     |
| Мальмё              | Итого            | Итого            | 60   | 3    | 6     | 1     | 20         | 0          | 86    | 4     |
| Акхисар Беледиеспор | Суперлига        | 2016/17          | 3    | 0    | 4     | 0     | —          | —          | 7     | 0     |
| Акхисар Беледиеспор | Итого            | Итого            | 3    | 0    | 4     | 0     | 0          | 0          | 7     | 0     |
| АИК                 | Аллсвенскан      | 2018             | 27   | 0    | 5     | 0     | 4          | 0          | 36    | 0     |
| АИК                 | Аллсвенскан      | 2019             | 27   | 0    | 6     | 0     | 8          | 0          | 41    | 0     |
| АИК                 | Аллсвенскан      | 2020             | 0    | 0    | 3     | 0     | 0          | 0          | 3     | 0     |
| АИК                 | Итого            | Итого            | 54   | 0    | 11    | 0     | 12         | 0          | 77    | 0     |
| Всего за карьеру    | Всего за карьеру | Всего за карьеру | 230  | 8    | 30    | 3     | 41         | 0          | 301   | 11    |

### В сборной
| Матчи и голы Эноха Аду за национальную сборную Ганы | Матчи и голы Эноха Аду за национальную сборную Ганы | Матчи и голы Эноха Аду за национальную сборную Ганы | Матчи и голы Эноха Аду за национальную сборную Ганы | Матчи и голы Эноха Аду за национальную сборную Ганы | Матчи и голы Эноха Аду за национальную сборную Ганы |
| №                                                   | Дата                                                | Оппонент                                            | Счёт                                                | Голы                                                | Соревнование                                        |
| --------------------------------------------------- | --------------------------------------------------- | --------------------------------------------------- | --------------------------------------------------- | --------------------------------------------------- | --------------------------------------------------- |
| 1                                                   | 11 октября 2016                                     | ЮАР                                                 | 1:1                                                 | 0                                                   | Товарищеский матч                                   |

Итого:1 матч и 0 голов; 0 побед, 1 ничья, 0 поражений.